# Océanie
L'Océanie est une région du monde qui n'est pas un continent stricto sensu. Cependant, cette région étant souvent assimilée à un continent par les géographes, elle peut être considérée comme le moins étendu des continents émergés de la Terre. Située dans l'océan Pacifique, elle s'étend sur 8 525 989 km2 et compte 46,089 millions d'habitants en 2024,, répartis entre seize États indépendants et quinze territoires. Elle englobe toutes les terres situées entre l'Asie de l'Est et l'Asie du Sud-Est à l'ouest et l'Amérique à l'est, Elle comprend aussi une petite partie de l'archipel malais (Îles Raja Ampat et archipel Aru). Elle est divisée en quatre régions : l'Australasie, la Micronésie, la Mélanésie et la Polynésie,, bien que cette distinction soit controversée.
L'Australie comprend l'essentiel de sa surface et de sa population, alors que le reste de l'Océanie est un ensemble de 25 000 îles, la terre principale d'Australie est parfois considérée comme une masse continentale à elle seule. Les deux plus grandes îles de la Nouvelle-Zélande (l'île du Nord et l'île du Sud) et la Nouvelle-Guinée sont les autres grandes îles d'Océanie. Les territoires composant le reste du continent sont des États insulaires (îles Salomon, Fidji,Vanuatu, Samoa, etc.) ou des territoires rattachés à d'anciennes puissances coloniales, comme la France (Polynésie française, Nouvelle-Calédonie, Wallis-et-Futuna), les États-Unis (Hawaï, Guam, îles Mariannes du Nord, Samoa américaines) ou encore le Royaume-Uni (îles Pitcairn).
L'Océanie est peuplée depuis des millénaires par différents groupes ethniques, dont les Aborigènes d'Australie et les Papous. Outre l'anglais et le français, langues dominantes en Océanie depuis la colonisation, les deux principaux groupes linguistiques parlés sont les langues papoues et les langues austronésiennes. Huit des dix plus grandes villes d'Océanie se trouvent en Australie, dont Sydney et Melbourne, qui concentrent à elles seules près d'un quart de la population du continent. Cinq autres villes comptent plus d'un million d'habitants : Brisbane, Perth, Auckland, Adélaïde et Honolulu.

## Terminologie

### Origine du nom «Océanie»

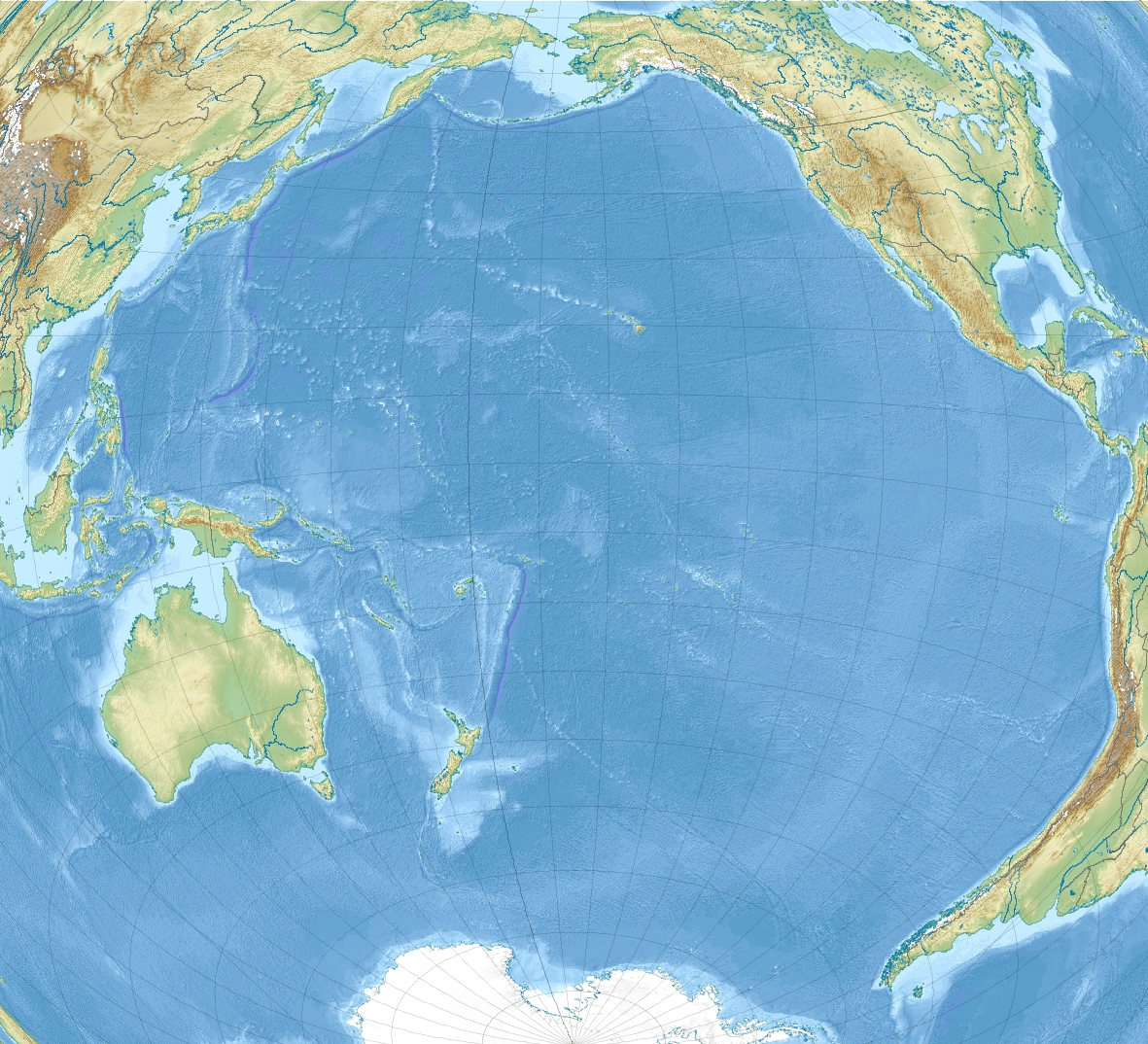
Conrad Malte-Brun a nommé « Océanie » ces terres que l'océan Pacifique entoure de toutes parts.

Le néologisme français « Océanie » vient du mot océan. En 1804, le géographe français d'origine danoise Conrad Malte-Brun (1775-1826) propose le nom d'« Océanique » pour l'Australasie et la Polynésie de Charles de Brosses, dans son traité de Géographie mathématique, physique et politique publié avec Edme Mentelle. Malte-Brun reprend et réaffirme l'appellation « Terres océaniques » en 1810 et 1812[source secondaire nécessaire]. Le nom même d’Océanie est inventé par le cartographe Adrien-Hubert Brué pour la carte qu’il publie en 1814, et dont le titre complet est : « Océanie, ou cinquième partie du monde, comprenant l’archipel d’Asie, l’Australasie et la Polynésie (ou le continent de la Nouvelle Hollande et les îles du Grand Océan) ».
Au début du XIXe siècle, l'Australie, qualifiée d'île-continent, est intégrée en tant que partie continentale au vaste ensemble d'îles du Pacifique regroupé sous le terme d'Océanie. Cela est un paradoxe car « continent » vient du latin continere (« tenir ensemble ») et désigne « une très grande masse de terres entourée par des océans » ou « une vaste étendue de terre d'un seul tenant ». Les géographes européens qui ont découpé le monde en cinq parties (Europe - Asie - Afrique - Amérique - Océanie, l'Antarctique étant considérée comme un continent seulement depuis le milieu du XIXe siècle, ce découpage apparaissant aujourd'hui entaché d’européocentrisme[pourquoi ?]) faisaient bien la distinction entre les deux termes de « continents » et de « parties du monde », mais le second terme est devenu désuet, si bien que l'usage quasi exclusif du mot « continent » a rendu paradoxal le nom d'Océanie. Les géographes font désormais la confusion entre Océanie comme partie du monde et comme continent, et ont de plus introduit, par l'entremise des géologues, le terme de continent australien. Pour l'historienne française Claire Laux (2011), l'Océanie est « un concept un peu désuet ».
Le genre féminin s'accorde au genre des autres parties (Europe, Afrique…). L'adjectif et le substantif « océanien » apparaissent dès 1845, preuve du succès de cette invention. Les spécialistes de l'Océanie sont appelés océanistes.

### Autres appellations

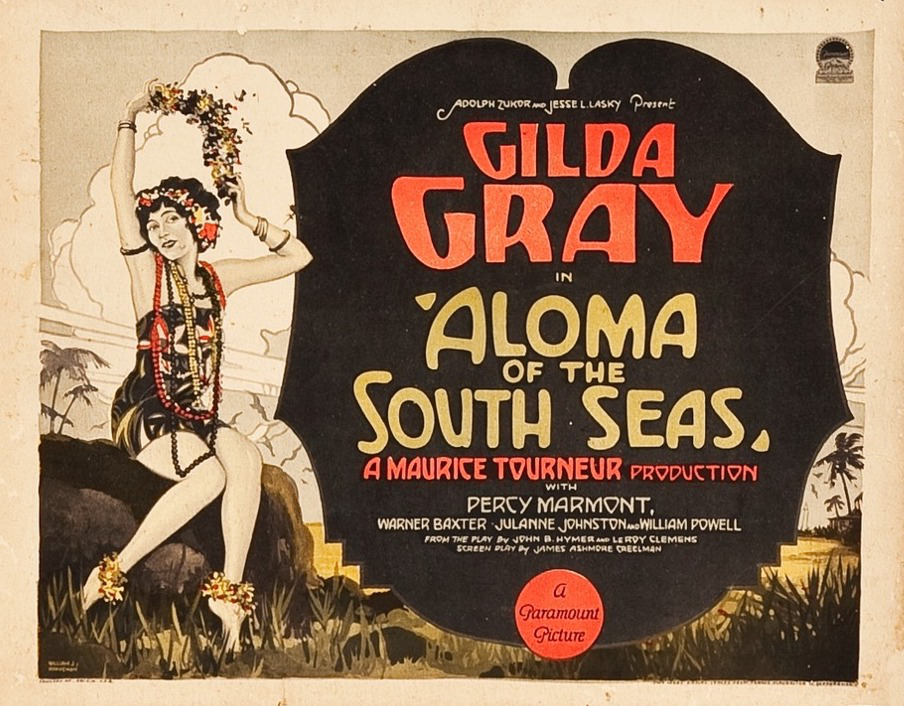
Affiche du film de 1926 Aloma of the South Seas (Aloma des Mers du Sud). Le terme Mers du Sud reflète une vision européenne et coloniale sur l'Océanie.

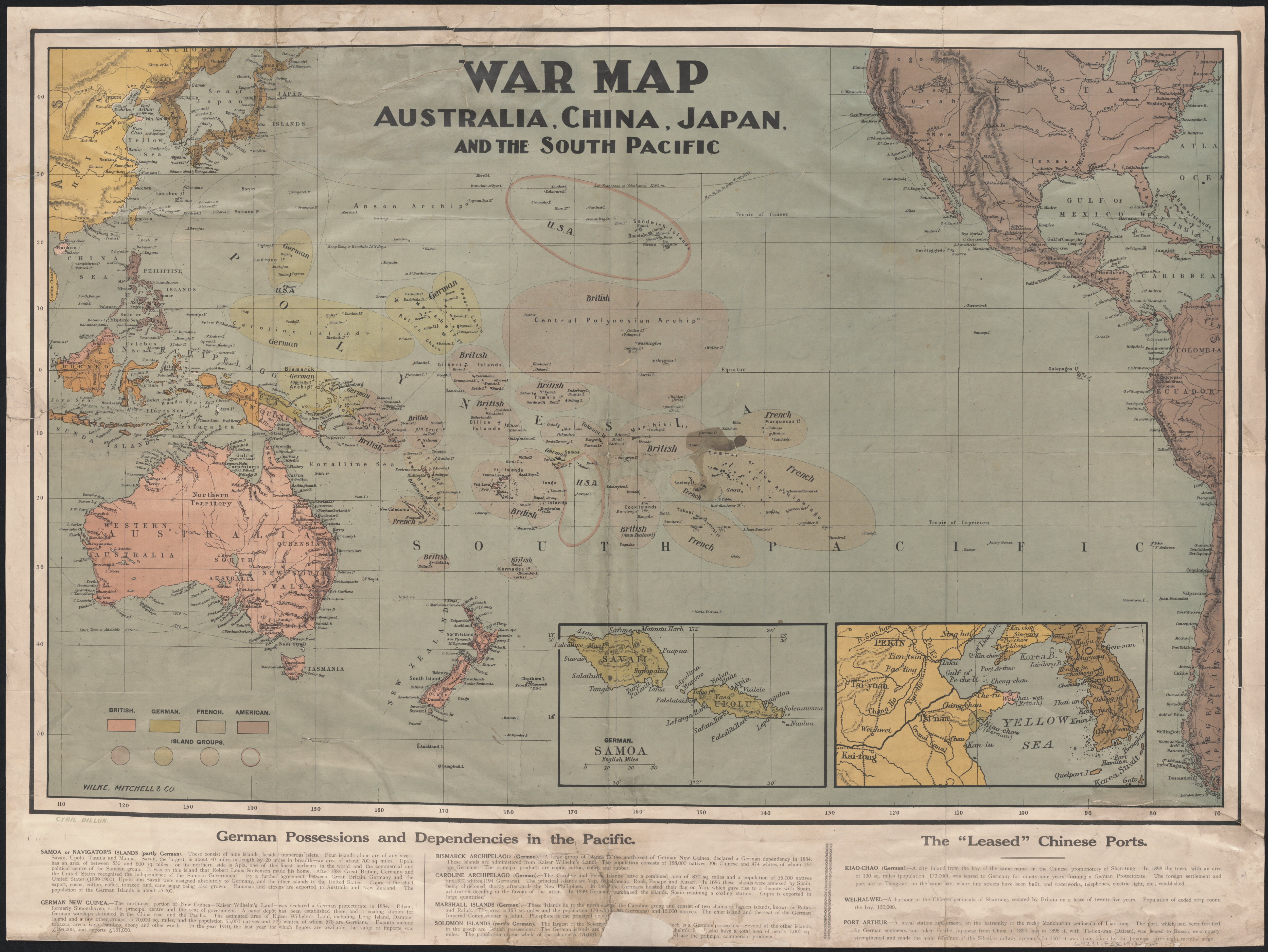
Carte australienne de 1914 montrant l'Australie, la Chine, le Japon « et le Pacifique Sud ».

Lorsque les occidentaux explorent l'océan Pacifique (qu'ils nomment également « Grand Océan ») au XVIIe siècle puis au XVIIIe siècle, ils désignent la zone sous le vocable « Mers du Sud »; « Cette expression évoque (...) des images enchanteresses : celles d'îles paradisiaques, de plages blanches et de cocotiers ». Cette expression est suivie, au XXe siècle, de « Pacifique Sud », qui renvoie à un imaginaire similaire. Cette zone est plus restreinte que l'Océanie, car elle englobe la Mélanésie, la Polynésie, mais pas l'Australie ni la Nouvelle-Zélande, et stricto sensu, ne comprend pas non plus les îles Hawaï et les îles de Micronésie, situées dans l'hémisphère nord. En découvrant cet espace, les Européens ont le sentiment de découvrir un « extrême-Occident », qui contrebalancerait l'extrême-Orient. La frontière entre ces deux espaces est d'ailleurs fixée arbitrairement, en 1828, au milieu de la Nouvelle-Guinée.
Dans les années 2000, la géopolitique accorde une grande importance à l'« aire Pacifique », mais cette zone concerne surtout les pays bordant l'océan Pacifique : l'Asie de l'Est et du Sud-Est d'un côté, et l'Amérique de l'autre, avec des grandes puissances comme les États-Unis et la Chine. Les îles du Pacifique y jouent un rôle bien moindre et bien qu'étant au centre géographique de cet espace, s'y retrouvent à la marge démographiquement, politiquement et économiquement.

## Généralités

### Découpages de l'Océanie
L'Océanie est généralement décrite comme la région du monde située entre l'Asie du Sud-Est et l'Amérique du Sud. C'est l'une des raisons pour lesquelles les géographes Benoît Antheaume et Joël Bonnemaison décrivent l'Océanie et plus généralement le bassin Pacifique comme un « espace gigogne ».

« À travers l'évocation de traits significatifs de modernité et de tradition, des relations centre-périphérie à diverses échelles, l'aire du Pacifique apparait en fait comme un espace complexe à structure « gigogne », comme l'ont fort bien exprimé B. Antheaume et J. Bonnemaison, en 1988, dans leur Atlas du Pacifique : au plus large, le Bassin du Pacifique qui couvre 25 millions de km2; puis l'Asie-Pacifique incluant l'Océanie; enfin au cœur du dispositif les 25 000 îles du Pacifique. Cette nomenclature demande parfois à être précisée. Ainsi, la Nouvelle-Zélande est-elle la somme de deux grandes îles, mais reste "extérieure" au Pacifique insulaire, tout en accueillant une communauté polynésienne importante; La Papouasie-Nouvelle Guinée émarge, comme l'Australie, à la partie continentale de l'Océanie, mais peut-être incluse dans le Pacifique insulaire puisqu'elle participe, malgré sa masse, à la problématique des îles, au-delà par le fait que ses ressortissants émargent aux traditions mélanésiennes. »

— Évolution géopolitique et stratégique du Pacifique insulaire et de l'Australasie à l'orée du XXIe siècle., J.P Doumenge dans Geostrategiques, avril 2001 – No 4

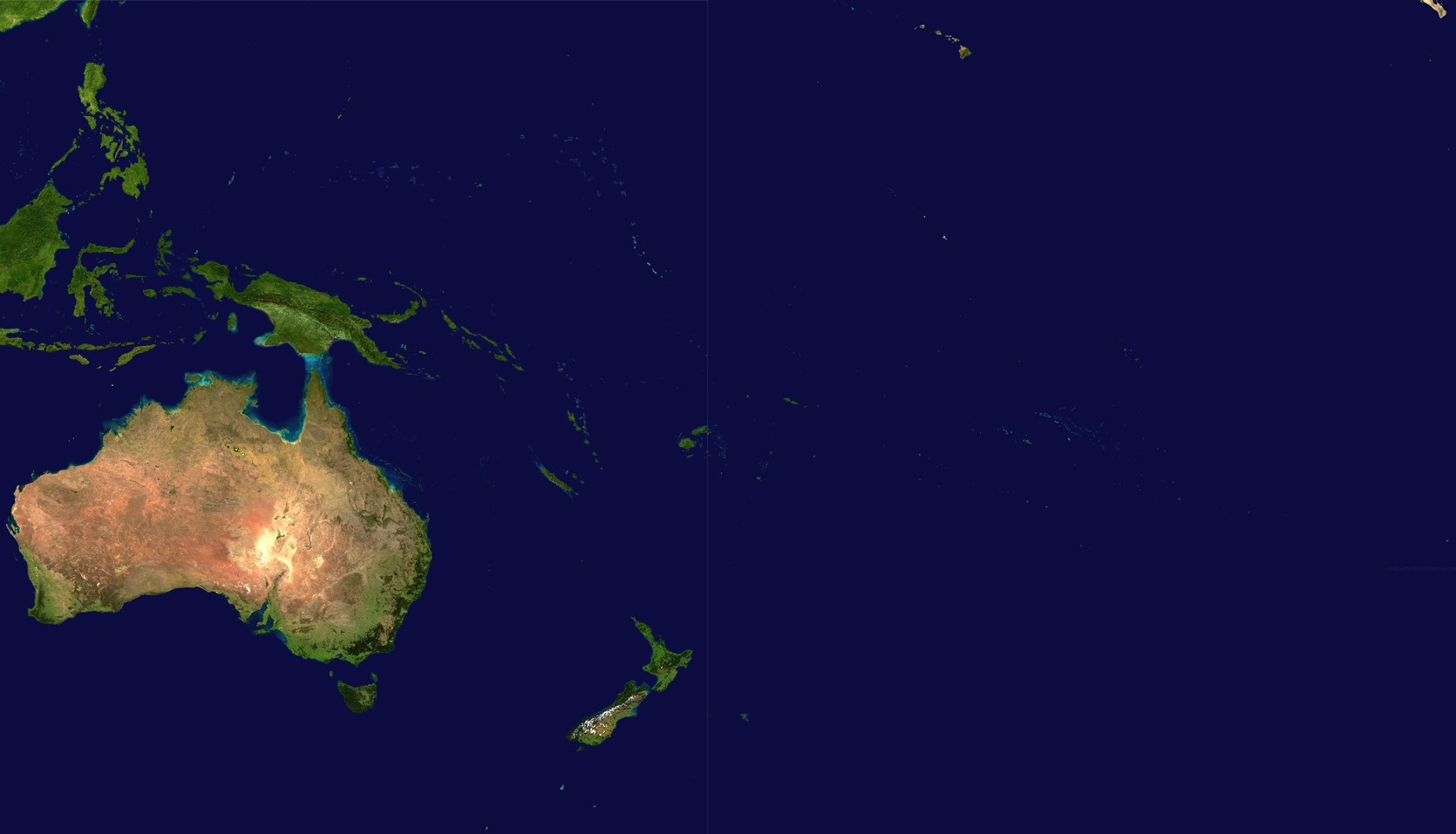
Image satellite centrée sur l'Océanie.

L'Océanie est traditionnellement découpée en trois zones : Mélanésie (« îles noires »), Micronésie (« petites îles ») et Polynésie (« nombreuses îles »), issues du découpage de l'Océanie fait par le Français Dumont d'Urville en 1831. 
Ces distinctions reposent sur les stéréotypes raciaux et ethniques du XIXe siècle européen et américain (peau noire versus peau cuivrée ; cheveux « crépus » ou « laineux » versus cheveux « ondulés » ; « cannibale mélanésien » versus « bon sauvage polynésien »…) et sont considérées, aujourd'hui, par certains universitaires occidentaux, comme étant dépassées qui les considèrent comme non-scientifiques. 
Cependant, par tradition, les expressions Polynésie, Micronésie et Mélanésie continuent d'être utilisées et dans le langage courant, et aux yeux des populations concernées, elles conservent une certaine valeur identitaire. Ces expressions ne sont donc considérées comme "dépassées" que dans une petite minorité occidentale d'universitaires.
Une approche géographique propose le rattachement des Moluques et de la Papouasie occidentale à l'Océanie, ce qui permet d'éviter la division purement politique de la Nouvelle-Guinée entre deux continents.
Dans les années 1970, les linguistes puis les géographes proposent, dans leurs travaux scientifiques, de subdiviser l'Océanie en « Océanie proche » et « Océanie lointaine » : dans la première, les terres sont toujours en vue en moins d'une journée de navigation, tandis que dans la seconde, elles sont accessibles uniquement en navigation hauturière. Néanmoins, ce nouveau découpage, basé sur des éléments d'histoire naturelle (tectonique des plaques) et de navigation, ne fait pas encore l'unanimité.
Sans doute faut-il comprendre l'Océanie avant tout comme un continuum où, depuis des siècles et bien avant le passage des premiers Européens, métissages et brassages culturels et linguistiques sont la règle. Continuum qui n'interdit pas pour autant les ruptures et les isolements — que ceux-ci soient linguistiques, entre langues austronésiennes et non austronésiennes ; géographiques, entre le monde insulaire et les ensembles plus importants que représentent l'Australie, la Nouvelle-Zélande, l'île de Nouvelle-Guinée ; historico-linguistiques (issus du découpage colonial), entre une Océanie anglophone et une Océanie francophone, voire hispanophone avec l'île de Pâques ; économiques, entre pays développés et des pays en développement ; politiques enfin, entre pays indépendants et territoires sous tutelle (avec des statuts intermédiaires, comme celui d'État souverain, mais associé à un autre plus puissant)…
| \| Australie Nouvelle- · Zélande Chatham Hawaï Wake États fédérés de · Micronésie Palaos Papouasie · Nouvelle-Guinée Île de · Pâques Polynésie · française Îles · Cook Nouvelle · Calédonie Fidji Tuvalu Kiribati · (Gilberts) (Phœnix) (Ligne) Îles · Salomon Tokelau Îles · Marshall Nauru Vanuatu Tonga Pitcairn Guam Norfolk Mariannes · du Nord Samoa Sam A. Wal. F. Niue Cocos Christmas Archipel · Nansei Izu Ogasawara Iwo Okinotori Minamitori Midway Johnston Clipperton Socorro Howland Baker Kingman Palmyra Jarvis Îles de la mer · de Corail Lord · Howe Kermadec Bounty Trois Rois Antipodes Auckland Solander Snares Campbell Ashmore · et Cartier Macquarie Indonésie Philippines Sarawak Brunei Sabah Moluques Nouvelle-Guinée · occidentale Timor · oriental Paracels Spratlys \| Territoires terrestres et maritimes de l'Océanie. |
| Australie Nouvelle- · Zélande Chatham Hawaï Wake États fédérés de · Micronésie Palaos Papouasie · Nouvelle-Guinée Île de · Pâques Polynésie · française Îles · Cook Nouvelle · Calédonie Fidji Tuvalu Kiribati · (Gilberts) (Phœnix) (Ligne) Îles · Salomon Tokelau Îles · Marshall Nauru Vanuatu Tonga Pitcairn Guam Norfolk Mariannes · du Nord Samoa Sam A. Wal. F. Niue Cocos Christmas Archipel · Nansei Izu Ogasawara Iwo Okinotori Minamitori Midway Johnston Clipperton Socorro Howland Baker Kingman Palmyra Jarvis Îles de la mer · de Corail Lord · Howe Kermadec Bounty Trois Rois Antipodes Auckland Solander Snares Campbell Ashmore · et Cartier Macquarie Indonésie Philippines Sarawak Brunei Sabah Moluques Nouvelle-Guinée · occidentale Timor · oriental Paracels Spratlys                                                         |

### Flore
Le pays le plus diversifié d'Océanie en matière d'environnement est l'Australie, avec des forêts tropicales humides au nord-est, des chaînes de montagnes au sud-est, au sud-ouest et à l'est, et un désert sec au centre. Les terres désertiques ou semi-arides, communément appelées outback, constituent de loin la plus grande partie des terres. Les hautes terres côtières et une ceinture de prairies de Brigalow se situent entre la côte et les montagnes, tandis qu'à l'intérieur de l'aire de répartition se trouvent de vastes zones de prairies. Le point le plus septentrional de la côte est est la péninsule tropicale du Cap York,,,,.
La flore australienne se caractérise par des adaptations à l'aridité et au feu, notamment par la sclérophyllie et la sérotinie. Ces adaptations sont courantes chez les espèces des grandes familles bien connues que sont les Proteaceae (Banksia), les Myrtaceae (Eucalyptus - gommiers) et les Fabaceae (Acacia - acacia). La flore des Fidji, des îles Salomon, du Vanuatu et de la Nouvelle-Calédonie est une forêt tropicale sèche, avec une végétation tropicale comprenant des palmiers, Premna protrusa (en), psydrax odorata, gyrocarpus americanus et Derris trifoliata (en).
Le paysage de la Nouvelle-Zélande va des détroits aux allures de fjord du sud-ouest aux plages tropicales de l'extrême nord. L ' île du Sud est dominée par les Alpes du Sud. Il y a 18 sommets de plus de 3 000 m dans l'île du Sud. Tous les sommets de plus de 2 900 m se trouvent dans les Alpes du Sud, une chaîne qui forme l'épine dorsale de l'île du Sud ; dont le plus haut sommet est Aoraki/Mount Cook, à 3 754 m. Les tremblements de terre sont fréquents, mais généralement sans gravité, avec une moyenne de 3 000 par an. Il existe une grande variété d'arbres indigènes, adaptés aux différents microclimats de la Nouvelle-Zélande.
À Hawaï, une plante endémique, le Brighamia, nécessite désormais une pollinisation manuelle car son pollinisateur naturel est présumé éteint. Les deux espèces de Brighamia, B. rockii et B. insignis, sont représentées dans la nature par environ 120 plants. Pour s'assurer que ces plantes montent en graines, les biologistes descendent en rappel le long de falaises de 910 m pour déposer le pollen sur leurs stigmates.

### Faune
Le miro du Pacifique (Petroica pusilla) peuple les îles du sud-ouest du Pacifique. Le martin-chasseur du Pacifique (Todiramphus sacer), se rencontre dans les îles du Pacifique, tout comme le bulbul à ventre rouge, le stourne de Polynésie, l'autour australien, l'hirondelle de Tahiti et le myzomèle cardinal entre autres. Les oiseaux qui se reproduisent sur l'île Pitcairn comprennent la sterne néréis, le noddi brun et le phaéton à brins rouges. La rousserolle des Pitcairn, qui y est endémique, a été ajoutée à la liste des espèces menacées en 2008.
La corneille d'Hawaï, originaire d'Hawaï, est éteinte à l'état sauvage depuis 2002. Le serpent brun arboricole est originaire des côtes nord et est de l'Australie, de la Papouasie-Nouvelle-Guinée, de Guam et des îles Salomon. Des oiseaux de paradis, des meliphagidae, des climacteridae, des petroicidae, des alcedinidae, des butcherbirds" et des jardiniers sont originaires d'Australie, de Nouvelle-Guinée et des îles voisines,.
Une caractéristique unique de la faune australienne est la rareté relative des mammifères placentaires indigènes et la dominance des marsupiaux, un groupe de mammifères qui élèvent leurs petits dans une poche, y compris les macropodidae, les phalangeriformes et les dasyuromorphes. Les passereaux d'Australie comprennent les troglodytes, la famille des artamidae  , les acanthizes, les corvidés, les pardalotes, les oiseaux-lyre. Les espèces d'oiseaux prédominantes dans le pays comprennent le cassican flûteur, le corbeau d'Australie, le calibé pie, les colombes lophotes et le martin-chasseur géant. Le koala, l'émeu, l'ornithorynque et le kangourou sont les animaux nationaux de l'Australie, et le diable de Tasmanie est également l'un des animaux les plus connus du pays. Le varan d'Australie est un lézard prédateur originaire du continent australien.
Les oiseaux de Nouvelle-Zélande ont évolué vers une avifaune qui comprend un grand nombre d'espèces endémiques. En tant qu'archipel insulaire, la Nouvelle-Zélande a développé une grande diversité d'oiseaux, et lorsque le capitaine James Cook est arrivé dans les années 1770, il a remarqué que le chant des oiseaux était assourdissant. Le panel comprend des espèces à la biologie atypique telles que le kakapo qui est le seul perroquet reproducteur nocturne, incapable de voler, mais également de nombreuses espèces analogues à celles des zones terrestres voisines. Certaines des espèces d'oiseaux les plus connues et les plus caractéristiques de la Nouvelle-Zélande sont le kiwi, le kea, le takahe, le kakapo, le Mohoua à tête jaune, le Méliphage tui et le Méliphage carillonneur. Le Sphenodon est un reptile remarquable endémique de la Nouvelle-Zélande.

### Climat
Les îles du Pacifique sont régies par une forêt tropicale humide et un climat de savane tropicale. Dans le Pacifique tropical et subtropical, l'oscillation australe El Niño (ENSO) affecte les conditions météorologiques. Dans le Pacifique occidental tropical, la mousson et la saison des pluies qui en découle pendant les mois d'été contrastent avec les vents secs en hiver qui soufflent sur l'océan depuis la masse continentale asiatique. Novembre est le seul mois au cours duquel tous les bassins cycloniques tropicaux sont actifs.
Au sud-ouest de la région, dans l'intérieur de l'Australie, le climat est principalement désertique ou semi-aride. Les zones côtières du sud ont un climat tempéré, tandis que la côte est bénéficie d'un climat océanique et subtropical humide, et la côte ouest présente un climat méditerranéen. Les parties nord du pays ont un climat tropical. La neige tombe fréquemment sur les hautes terres près de la côte est, dans les États de Victoria, de Nouvelle-Galles du Sud, de Tasmanie et dans le Territoire de la capitale australienne.
La plupart des régions de Nouvelle-Zélande appartiennent à la zone tempérée à climat maritime (classification climatique de Köppen : Cfb) caractérisée par quatre saisons distinctes. Les conditions varient d'extrêmement humides sur la côte ouest de l'île du Sud à presque semi-arides dans le centre de l'Otago et subtropicales dans le Northland. La neige tombe dans l'île du Sud de la Nouvelle-Zélande et à des altitudes plus élevées dans l'île du Nord. Il est extrêmement rare au niveau de la mer dans l'île du Nord.
Hawaï, bien qu'étant sous les tropiques, connaît de nombreux climats différents, selon la latitude et sa géographie. L'île d'Hawaï, par exemple, abrite 4 groupes climatiques (sur 5 au total) sur une surface aussi petite que 10 430 km2 (4 028 milles carrés) selon les types de climat de Köppen : tropical, aride, tempéré et polaire. Les îles hawaïennes reçoivent la plupart de leurs précipitations pendant les mois d'hiver (d'octobre à avril). Quelques îles du nord-ouest, comme Guam, sont sensibles aux typhons pendant la saison des pluies.
La température la plus élevée enregistrée en Océanie s'est produite à Oodnadatta, en Australie-Méridionale (2 janvier 1960), où la température a atteint 50,7 °C (123,3 °F). La température la plus basse jamais enregistrée en Océanie était de −25,6 °C (−14,1 °F), à Ranfurly dans l'Otago en 1903, avec une température plus récente de −21,6 °C (−6,9 °F) enregistrée en 1995 à proximité d'Ophir. Pohnpei des îles Senyavin en Micronésie est la colonie la plus humide d'Océanie et l'un des endroits les plus humides de la planète, avec des précipitations annuelles enregistrées dépassant 7 600 mm (300 pouces) chaque année dans certains endroits montagneux. Le Big Bog sur l'île de Maui est l'endroit le plus humide, recevant en moyenne 10 271 mm (404,4 pouces) chaque année.

### Pays et territoires
Seize pays indépendants et quinze territoires aux statuts variés se partagent ces îles dont certaines ont été peuplées seulement lors du second millénaire après Jésus-Christ, et une majeure partie ont été colonisés par des puissances occidentales au XIXe siècle et XXe siècle ; des années 1960 aux années 1980, plusieurs pays prennent leur indépendance.
La liste suivante et la carte qui s'y rapporte, regroupent de la manière la plus exhaustive possible, les différents pays et territoires composant cet espace (lorsque le territoire n'est pas indépendant, le pays dont il dépend est indiqué entre parenthèses). Cette dépendance prend d'ailleurs des degrés très divers selon les territoires, allant d’un territoire ou province totalement intégré, au statut intermédiaire de territoire d’outre-mer ou de pays quasi indépendant, jusqu'à l’indépendance de droit avec une libre association avec un autre par un traité bilatéral de coopération renforcée.
| États indépendants | Pays ou territoires non indépendants, à statut spécial ou largement autonomes |
| --- | --- |

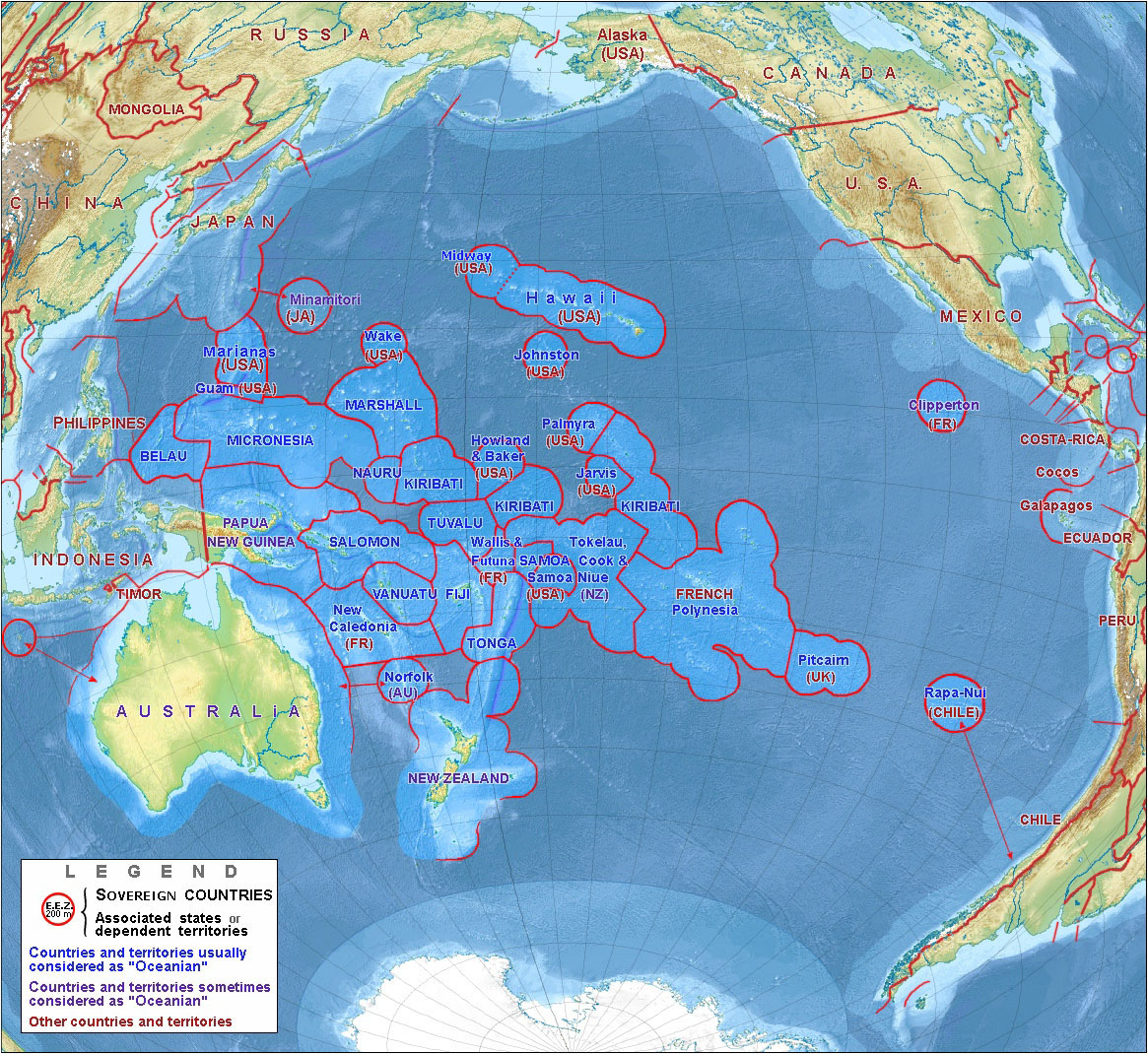
Carte des États, territoires et dépendances d'Océanie selon les limites des zones économiques exclusives (200 milles marins).

Carte des États, territoires et dépendances d'Océanie selon le schéma géométrique courant (qui ne figure pas des frontières réelles).

| - (1) Australie - (2) Îles Cook (librement associé à la Nouvelle-Zélande) - (3) Fidji - (4) Kiribati - (5) Îles Marshall - (6) États fédérés de Micronésie - (7) Nauru - (8) Niue (librement associé à la Nouvelle-Zélande) - (9) Nouvelle-Zélande - (10) Palaos - (11) Papouasie-Nouvelle-Guinée - (12) Îles Salomon - (13) Samoa - (14) Tonga - (15) Tuvalu - (16) Vanuatu | - (17) Guam (territoire non incorporé, États-Unis d’Amérique) - (18) Îles Mariannes du Nord (territoire non incorporé, États-Unis d’Amérique) - (19) Île Norfolk (territoire autonome, rattaché à l’Australie) - (20) Nouvelle-Calédonie (collectivité territoriale sui generis, rattachée à la France) - (21) Île de Pâques (territoire, rattaché au Chili) - (22) Îles Pitcairn (territoire d’outre-mer, rattaché au Royaume-Uni) - (23) Polynésie française (collectivité d’outre-mer, rattachée à la France) - (24) Samoa américaines (territoire non incorporé, États-Unis d’Amérique) - (25) Tokelau (territoire autonome, rattaché à la Nouvelle-Zélande) - (26) Wallis-et-Futuna (collectivité d’outre-mer, rattachée à la France) - (27) Wake (territoire non incorporé, États-Unis d’Amérique) - (28) Hawaï (État de l'Union, États-Unis d’Amérique) - (29) Indonésie : Papouasie occidentale, Papouasie (provinces indonésiennes) - (30) Atoll Johnston (territoire non incorporé, États-Unis d’Amérique) - (31) Îles Midway (territoire non incorporé, États-Unis d’Amérique) |

Ce tableau se réfère à la représentation géométrique.

## Histoire

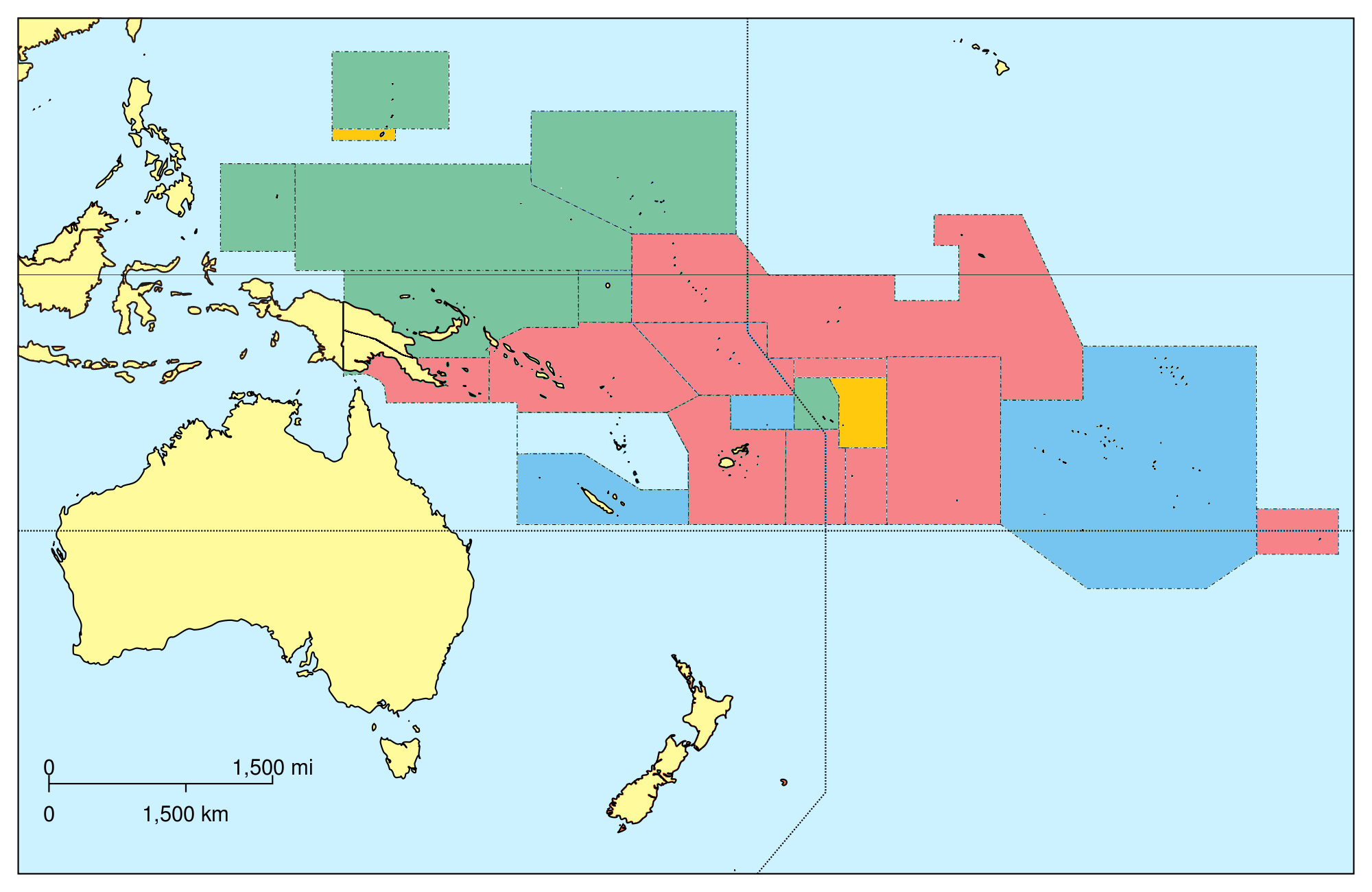
L'Océanie coloniale en 1900.
Allemagne (Nouvelle-Guinée allemande)
États-Unis (Samoa américaines)
France (Établissements français de l’Océanie et Nouvelle-Calédonie)
Grande-Bretagne (Territoires britanniques du Pacifique occidental)

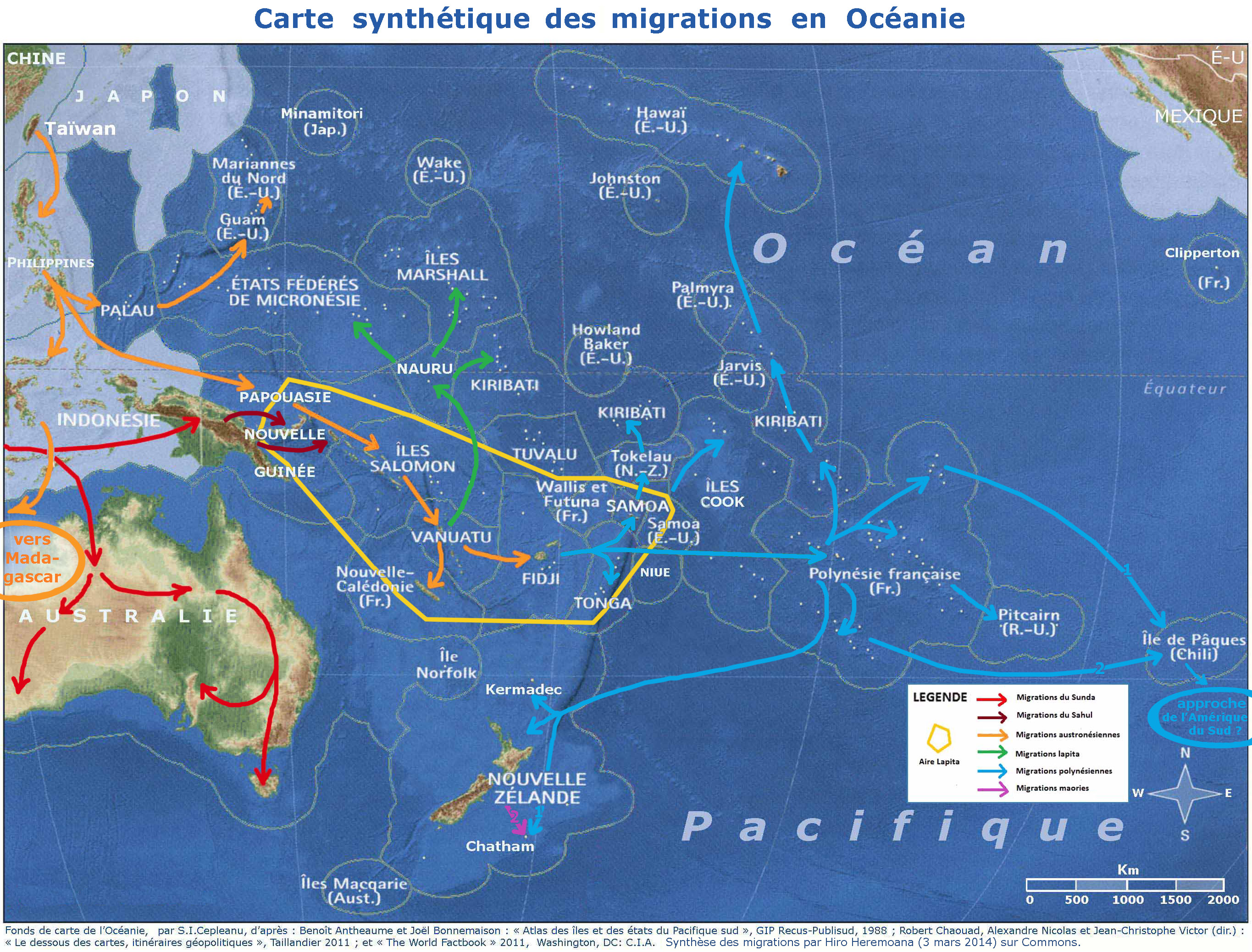
Synthèse des mouvements migratoires anciens en Océanie.

Le peuplement de l'Océanie s'est fait à travers deux grandes vagues migratoires. La première s'est produite il y a 45 000 à 50 000 ans, voire davantage, et a amené des chasseurs-cueilleurs à peupler l'Insulinde puis l'Océanie proche, c'est-à-dire la Nouvelle-Guinée, certaines îles de la Mélanésie et l'Australie. La seconde vague est plus récente et débute il y a environ 4 000 ans. Elle mène des agriculteurs et navigateurs parlant des langues austronésiennes à peupler l'Insulinde, soit les Philippines, la Malaisie et l'Indonésie et de là, sur une période allant de cette époque au XVIe siècle, les divers archipels de l'Océanie lointaine.
C'est aussi au tout début du XVIe siècle que les Européens découvrent le monde océanien. Ces premiers contacts sont lents car ils s'étalent sur quatre siècles, inégalement répartis car ils sont plus intenses à l'est qu'à l'ouest de l'Océanie. Les rencontres peuvent être amicales, distantes ou hostiles, mais toutes répandent dans les archipels des épidémies contre lesquelles les insulaires n'avaient pas encore  d ' anticorps .
L'Océanie est ensuite confrontée à la période coloniale, l'Espagne, le Portugal et les Pays-Bas étant les premiers présents. De la fin du XVIIIe siècle au début du XXe siècle ce sont principalement les Britanniques, les Français et les Nord-Américains qui s'implantent puis, dans l'ouest de l'Océanie, les Allemands suivis des Japonais et enfin des Nord-Américains. La décolonisation qui va suivre sera tardive, ayant débuté en 1962 et continuant encore de nos jours sous la forme de processus d'autonomisation des archipels encore rattachés à des puissances européennes ou nord-américaines.

## Économie

### L'Australie et la Nouvelle-Zélande
L'Australie et la Nouvelle-Zélande sont les seules nations indépendantes hautement développées sur le plan économique de la région, bien que l'économie de l'Australie soit de loin la plus grande et la plus dominante de la région et l'une des plus importantes au monde. La Nouvelle-Calédonie, Hawaï et la Polynésie française sont également très développées mais ne sont pas des États souverains. Le PIB par habitant de l'Australie est supérieur à celui du Royaume-Uni, du Canada, de l'Allemagne et de la France en matière de parité de pouvoir d'achat. La Nouvelle-Zélande est également l'une des économies les plus mondialisées et dépend fortement du commerce international.
L'Australian Securities Exchange à Sydney est la plus grande bourse d'Australie et du Pacifique Sud. La Nouvelle-Zélande est la 53e économie nationale au monde mesurée par le produit intérieur brut (PIB) nominal et la 68e au monde mesuré par la parité de pouvoir d'achat (PPA). En 2012, l'Australie était la 12e économie nationale quant au PIB nominal et la 19e quant au PIB ajusté en fonction de la PPA.
L'enquête Mercer sur la qualité de vie classe Sydney au dixième rang mondial en matière de qualité de vie, ce qui en fait l'une des villes les plus agréables à vivre. Elle est classée Alpha + World City par GaWC. Melbourne, classée en tête de la liste des villes les plus agréables au monde, est un centre financier de premier plan dans la région Asie-Pacifique. Auckland et Wellington, en Nouvelle-Zélande, sont fréquemment classés parmi les villes les plus vivables du monde, Auckland étant classée 3e selon l'enquête Mercer sur la qualité de vie. La majorité des personnes vivant en Australie et, dans une moindre mesure, en Nouvelle-Zélande travaillent également dans les secteurs minier, électrique et manufacturier. [Citation nécessaire] L'Australie possède la plus grande quantité de fabrication dans la région, produisant des voitures, des équipements électriques, des machines et des vêtements.

### Les Îles pacifique
L'écrasante majorité des habitants des îles du Pacifique travaillent dans le secteur des services, qui comprend le tourisme, l'éducation et les services financiers. Les plus grands marchés d'exportation de l'Océanie sont le Japon, la Chine, les États-Unis et la Corée du Sud. Les plus petits pays du Pacifique dépendent du commerce avec l'Australie, la Nouvelle-Zélande et les États-Unis pour exporter des marchandises et accéder à d'autres produits. L'Australie et la Nouvelle-Zélande, ainsi que d'autres pays, sont membres de la Coopération économique pour l'Asie-Pacifique (APEC) et du Sommet de l'Asie de l'Est (EAS), qui pourraient devenir des blocs commerciaux à l'avenir, en particulier l'EAS.
Le principal produit du Pacifique est le coprah ou la noix de coco, mais le bois, le bœuf, l'huile de palme, le cacao, le sucre et le gingembre sont également couramment cultivés dans les tropiques du Pacifique. La pêche constitue une industrie majeure pour de nombreux petits pays du Pacifique, bien que de nombreuses zones de pêche soient exploitées par d'autres pays plus grands, à savoir le Japon. Les ressources naturelles, telles que le plomb, le zinc, le nickel et l'or, sont extraites en Australie, en Nouvelle-Calédonie et aux Îles Salomon. Les plus grands marchés d'exportation de l'Océanie sont le Japon, la Chine, les États-Unis, l'Inde, la Corée du Sud et l'Union européenne.
Dotées de ressources forestières, minérales et halieutiques, les Fidji sont l'une des économies insulaires du Pacifique les plus développées, bien qu'elles restent un pays en développement doté d'un important secteur d'agriculture de subsistance. L'agriculture représente 18 % du produit intérieur brut, même si elle employait quelque 70 % de la main-d'œuvre en 2001. Les exportations de sucre et l'industrie touristique en pleine croissance sont les principales sources de devises. La transformation de la canne à sucre représente un tiers de l'activité industrielle. Les noix de coco, le gingembre et le coprah sont également importants. L'histoire de l'économie d'Hawaï peut être retracée à travers une succession d'industries dominantes ; bois de santal, la chasse à la baleine, la canne à sucre, l'ananas, l'armée, le tourisme et l'éducation. Les exportations hawaïennes comprennent la nourriture et les vêtements. Ces industries jouent un petit rôle dans l'économie hawaïenne, en raison de la distance de navigation vers les marchés viables, tels que la côte ouest des États-Unis contigus. Les exportations alimentaires de l'État comprennent le café, les noix de macadamia, l'ananas, le bétail, la canne à sucre et le miel. En 2015, Honolulu était classée en tête du classement mondial de l'habitabilité et était également classée comme la 2e ville la plus sûre des États-Unis.

## Société

### Langues
Les langues d'Océanie se répartissent en deux groupes distincts :
- Les langues papoues, parlées entre autres sur les hautes terres de Nouvelle-Guinée et quelques îles de l'actuelle Indonésie. La plupart des linguistes classent les langues aborigènes d'Australie dans un groupe à part. Le nombre important de ces langues (environ 900 avec les variantes dialectales) dont beaucoup sont mortes et le peu de connaissances que l'on peut en avoir rendent néanmoins hasardeux toute conclusion définitive.
- Les langues austronésiennes, dont l'extension couvre une partie de l'Asie du Sud-Est, Madagascar et tout le Pacifique insulaire des côtes orientales de Nouvelle-Guinée jusqu'à l'île de Pâques.

Certains linguistes vont classer à part les langues parlées sur les côtes orientales de Nouvelle-Guinée, des autres langues du Pacifique insulaire.
En raison de la colonisation, l'anglais et le français sont également deux langues très présentes en Océanie. De ces contacts linguistiques sont nés de nombreux pidgins et créoles utilisées comme langues véhiculaires et devenues dans certains cas les langues maternelles des populations locales.

### Religions
Les religions initiales de l'Océanie étaient polythéistes et, dans leur diversité, s'articulaient généralement autour de trois axes :
- le culte de divinités créatrices et/ou destructrices, parfois alliées, parfois opposées, liées aux puissances de la nature, comme les sœurs Nā-maka-o-Kahaʻi et Pélé à Hawaii ou Make-make à Rapanui ;
- le culte des ancêtres, ou culte des tikis, symbolisant pour chaque population ses fondateurs divinisés, dont la forme la plus célèbre est le culte des moaïs de Rapanui ;
- le monde des esprits émanant de ces deux ensembles mais aussi de la nature et des hommes, et qui générait un complexe système d'obligations, d'échanges, de symboles et de tabous qui réglait la vie de ces populations.

Depuis l'époque coloniale, les missionnaires protestants (anglicans, congrégationnistes anglo-saxons, méthodistes Wesleyens, presbytériens, adventistes, mormons et autres) et catholiques (picpuciens, maristes, spiritains...) y ont introduit le christianisme, aujourd'hui largement majoritaire, tandis que les commerçants chinois et les travailleurs agricoles indiens (aux Fidji), japonais (à Hawaii), vietnamiens ou indonésiens (en Nouvelle-Calédonie) ont introduit, minoritairement, le confucianisme, le shintoïsme, l'hindouisme, le bouddhisme et l'islam (1,5 %).

### Rites funéraires

#### Pratiques de la momification
Malgré des traits communs dans la pratique de la momification en Océanie, chaque peuple d’Océanie a mis en place ses propres rites funéraires. Il faut donc prendre en compte cette pratique à l'intérieur du long et complexe processus funéraire. La place du deuil et de la mort doit également être prise en considération. Il ne faut pas généraliser la pratique de la momification à toute l’Océanie car il existe presque autant de rituels funéraires différents que de peuples. Les rites funéraires, dont en fait partie la momification, sont à mettre en corrélation avec tout un ensemble de facteurs sociologiques, culturels, ou encore spirituels.
La  momification était courante jusqu’à l’arrivée des missionnaires chrétiens et des prédicateurs musulmans en Papouasie-Nouvelle-Guinée qui ont encouragé les membres de tribus à enterrer les corps. La momification, bien que réprimée par l'Église et les prédicateurs musulmans, a continué à être pratiquée en Papouasie Nouvelle Guinée, comme nous pouvons le voir à travers l’exemple de la tribu des Dani. Dans cette tribu, la pratique du culte des ancêtres est encore d’actualité. L’acte de momification était réservé aux personnages importants du village, comme les aînés et les héros du village. Eli Mabel, le chef de la tribu, ressort tous les ans son ancêtre, Agat Mamete Mabel chef du villagevil y a 250 ans, qui a été embaumé et conservé avec de la fumée et de l'huile animale. Il veut ainsi protéger les traditions papoues, afin que ces dernières ne disparaissent pas pour les générations futures. Le culte des ancêtres implique la vénération des ancêtres à travers leur version momifiée. Les dépouilles reposent dans une hutte appelée honai. C’est une grande hutte au toit de chaume qui est gardée toute l’année par les habitants du village qui s’y relaient pour entretenir le foyer et vérifier la bonne conservation de la momie.

### Musique
Les musiques traditionnelles océaniennes sont très variées mais comportent des points communs importants comme leur caractère rituel ou festif et l'utilisation d'un nombre restreint d'instruments, principalement des percussions et flûtes.

### Sport
Les sports les plus pratiqués en Océanie sont le rugby, le cricket, le football et le football australien.

## Plus grandes agglomérations
Les plus grandes agglomérations d'Océanie se trouvent principalement en Australie, le pays le plus peuplé du continent. Voici le classement :
1. Sydney avec 4,6 millions d'habitants (Australie, 2011)
2. Melbourne avec 4,2 millions d'habitants (Australie, 2011)
3. Brisbane avec 2,1 millions d'habitants (Australie, 2011)
4. Perth avec 1,8 million d'habitants (Australie, 2011)
5. Auckland avec 1,3 million d'habitants (Nouvelle-Zélande, 2012)
6. Adélaïde avec 1,3 million d'habitants (Australie, 2011)
7. Honolulu avec 976 372 habitants (Hawaï, États-Unis, 2012)
8. Gold Coast-Tweed Heads avec 576 747 habitants (Australie, 2011)
9. Newcastle avec 540 002 habitants (Australie, 2011)
10. Canberra-Queanbeyan avec 418 292 habitants (Australie, 2011)
11. Christchurch avec 382 200 habitants (Nouvelle-Zélande, 2012)
12. Wellington avec 381 900 habitants (Nouvelle-Zélande, 2012)
13. Suva-Nausori avec 330 000 habitants (Fidji, 2007)
14. Port-Moresby avec 307 643 habitants (Papouasie-Nouvelle-Guinée, 2009)
15. Wollongong avec 288 101 habitants (Australie, 2011)
16. Manokwari avec 286 079 habitants (Papouasie occidentale, Indonésie, 2010)
17. Sunshine Coast avec 241 643 habitants (Australie, 2011)
18. Dili avec 234 331 habitants (Timor oriental, 2010)
19. Jayapura avec 233 859 habitants (Papouasie, Indonésie, 2010)
20. Hobart avec 216 276 habitants (Australie, 2011)
21. Hamilton avec 209 300 habitants (Nouvelle-Zélande, 2012)
22. Hilo avec 189 191 habitants (Hawaï, États-Unis, 2012)
23. Geelong avec 187 417 habitants (Australie, 2011)
24. Kota Sorong avec 184 239 habitants (Papouasie occidentale, Indonésie, 2005)
25. Nouméa avec 182 341 habitants (Nouvelle-Calédonie, France, 2019)
26. Townsville avec 180 333 habitants (Australie, 2015)
27. Tauranga avec 155 200 (Nouvelle-Zélande, 2017)
28. Kahului avec 164 637 habitants (Hawaï, États-Unis, 2015)
29. Cairns avec 147 993 habitants (Australie, 2015)
30. Toowoomba avec 138 223 habitants (Australie, 2019)
31. Papeete avec 136 771 habitants (Polynésie française, France, 2019)
32. Darwin avec 133 331 habitants (Australie, 2017)